# Coen (Australia)
Coen – miasto w Australii, w stanie Queensland.